# Будівництво 263 і ВТТ
Будівництво 263 і ВТТ — підрозділ, що діяв у складі Головного управління виправно-трудових таборів Народного комісаріату внутрішніх справ СРСР.
Час існування: організований між 09.04.40 і 01.07.40;

закритий після 26.01.44.

## Підпорядкування і дислокація
- ГУЛАГ з відкриття;
- ГУЛПС з 26.02.41;
- ГУЛЖДС з 28.08.43.

Дислокація: Приморський край, м.Совєтська Гавань

## Виконувані роботи
- будівництво суднобудівного заводу 263 НКСП (філія завода 202),
- будівництво тимчасового причалу, житла,
- лісопереробка, робота на цегельному заводі і в хутровій майстерні,
- розробка кар'єрів місцевих будівельних матеріалів,
- рибальство, підсобні с/г роботи в 1940–1943 рр.

## Чисельність з/к
- 01.07.40 — 2157,
- 01.12.40 — 2566;
- 01.01.41 — 3405,
- 01.07.41 — 2933;
- 01.01.42 — 2961;
- 01.01.43 — 16333,
- 01.12.43 — 1225